# 스스시

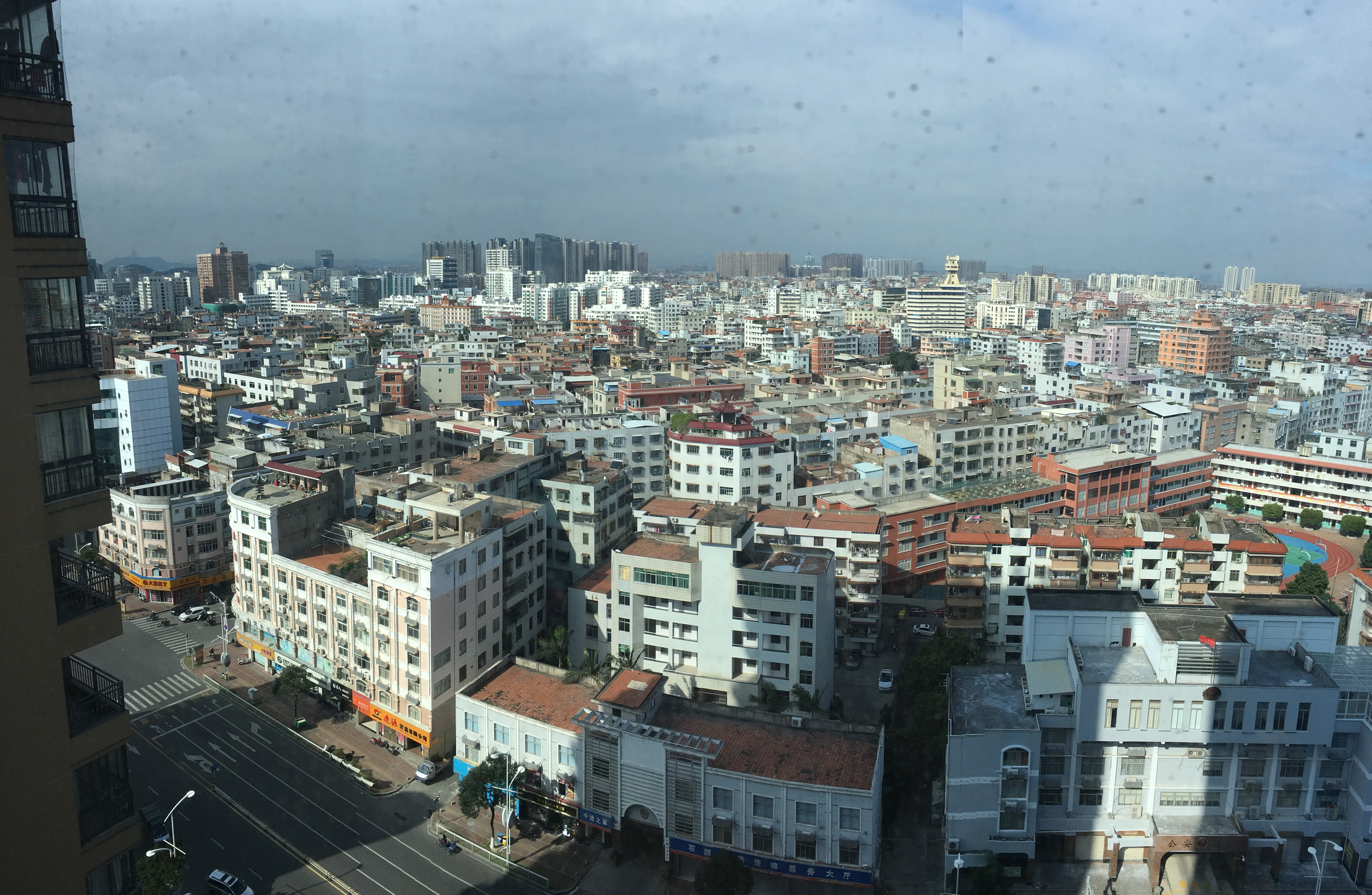

스스시(한국어: 석사시, 중국어: 石獅市, 병음: Shíshī Shì)는 중화인민공화국 푸젠성 취안저우시의 현급 행정구역이다. 넓이는 189km2이고, 인구는 2007년 기준으로 310,000명이다.

## 기후
연평균 기온은 20-21°C이고 연평균 강수량은 911~1233mm이다.

## 행정 구역
2개 가도, 7개 진을 관할한다.
- 가도: 호빈 가도(湖濱街道), 봉리 가도(鳳里街道).
- 진: 영수진(靈秀鎭), 보개진(寶盖鎭), 감강진(蚶江鎭), 영녕진(永寧鎭), 상지진(祥芝鎭), 홍산진(鴻山鎭), 금상진(錦尙鎭).